# Aurox
Aurox je mladá polská linuxová distritribuce na bázi Fedora (původně Fedora Core a Red Hat Linux), s důrazem na multimédia, grafiku, lokalizaci a výuku. Tato distribuce je lokalizována do většiny evropských jazyků včetně češtiny. První verze Auroxu (verze 8.0) byla vytvořena v roce 2002 a fungovala na bázi Red Hat 8.0. Aurox používá balíčkovací systém RPM a zachovává kompatibilitu RPM balíčků s Fedorou (dané verze). Obsahuje upravené jádro a některá vylepšení s cílem poskytnout větší podporu pro široké použití včetně multimédií a přenosných počítačů.
Aurox je velmi oblíbený v Polsku a také ve střední a východní Evropě.

## Edice
Existují komerční a nekomerční verze. Komerční je Aurox Server a Aurox Workstation. Nekomerční a otevřená pak Aurox Community. Existuje i DVD verze Aurox Live, která podporuje i 3D akceleraci grafických karet NVIDIA a ATI.

## Další vývoj
Po vydání verze 12 byly snahy o změnu vlastníka a částečnou komercializaci distribuce. Jediným dosavadním důsledkem je k 1.10.2007 faktické zastavení vývoje Auroxu.